# Smerinthus excaecatus
Smerinthus excaecatus är en fjärilsart som beskrevs av Smith och Abbot sensu Lintner 1864. Smerinthus excaecatus ingår i släktet Smerinthus och familjen svärmare. Inga underarter finns listade i Catalogue of Life.